# جريج سلوتر
جريج سلوتر (بالإنجليزية: Greg Slaughter) مواليد 19 مايو 1989 في كليفلاند، هو لاعب كرة سلة أمريكي. بدأ مسيرته الاحترافية في سنة 2013. يلعب مع بارانجي جينبرا سان ميغيل في الرابطة الفلبينية لكرة السلة كلاعب وسط. يحمل الرقم 20. يبلغ طوله 7 قدم 0 بوصة (2.1 م). مثّل منتخب بلاده.

## روابط خارجية
- جريج سلوتر على موقع دوري كرة السلة الياباني للمحترفين (اليابانية)
- جريج سلوتر على موقع كرة السلة الأوروبية.كوم (الإنجليزية)
- جريج سلوتر على موقع ريلجم (الإنجليزية)
- جريج سلوتر على موقع بروبوليرز (الإنجليزية)